# Christina Zedell
Christina Elisabeth Zedell, född 2 juni 1960 i Botkyrka, är en svensk politiker (socialdemokrat), som var riksdagsledamot 1994–1996 och 2006–2014, invald för Stockholms läns valkrets.
I riksdagen var hon ledamot i arbetsmarknadsutskottet 1994–1996 och kulturutskottet 2010–2014. Hon var även suppleant i EU-nämnden, finansutskottet, konstitutionsutskottet och socialutskottet.
År 2010 kandiderade Zedell till uppdraget som ordförande för fackförbundet Svenska kommunalarbetareförbundet (Kommunal), men förlorade mot Annelie Nordström (Hellander).